# 上杉政真
上杉政真（1451年—1473年12月22日）是室町時代武將和守護大名。相模守護。扇谷上杉家當主。父親是上杉顯房。官位是修理大夫。
享德4年（1455年），父親顯房在分倍河原之戰中戰死。重臣太田道真以政真為當主，但是因為政真年幼，政真的祖父先代家督持朝復任家督。應仁元年（1467年），因為祖父逝世而繼任家督，繼承扇谷上杉家。
文明3年（1471年），古河公方足利成氏企圖進撃堀越公方足利政知所在的伊豆。政真將其撃退，成功逆襲古河城，成氏依賴千葉孝胤成功逃走。但是成氏展開反撃並在文明4年（1472年）奪回古河城。文明5年（1473年），政真在武藏兒玉郡上杉氏的居城五十子陣中被成氏急襲，最後戰敗並戰死。
因為政真沒有兒子，在重臣協議後決定由叔父定正繼承家督。